# Munna spitzbergensis
Munna spitzbergensis is een pissebed uit de familie Munnidae. De wetenschappelijke naam van de soort is voor het eerst geldig gepubliceerd in 1930 door Gurjanova.